# Viktor Axelsen
Viktor Axelsen (Odense, 4 gennaio 1994) è un giocatore di badminton danese.

## Palmarès
- Giochi olimpici

Rio de Janeiro 2016: bronzo nel singolo.
Tokyo 2020: oro nel singolo.
Parigi 2024: oro nel singolo.
- Mondiali

Copenaghen 2014: bronzo nel singolo.
Glasgow 2017: oro nel singolo
Tokyo 2022: oro nel singolo
- Europei

Karlskrona 2012: bronzo nel singolo.
Kazan 2014: bronzo nel singolo.
La Roche-sur-Yon 2016: oro nel singolo
Kolding 2017: bronzo nel singolo
Madrid 2018: oro nel singolo
Kiev 2021: argento nel singolo
Huelva 2022: oro nel singolo
- Campionati europei a squadre

Amsterdam 2012: oro.
Basilea 2014: oro.
Kazan 2016: oro.
- Campionati europei a squadre miste

Ramenskoye 2013: argento.
Lovanio 2015: oro.